# Dirschhofen
Dirschhofen, ein Kirchdorf und Ortsteil der Gemeinde Berg im Gau im Landkreis Neuburg-Schrobenhausen, liegt zwischen Eppertshofen und Berg im Gau.

## Geschichte
Unter dem ältesten bekannten Namen Tyres hoven wurde die Ortschaft Dirschhofen um das Jahr 1140 erstmals urkundlich erwähnt. Um 1100 soll eine Burg auf dem Kirchbüchel gewesen sein. Bis ins 18. Jahrhundert hieß der Ort Thyershoven. Das Patrozinium der Kirche St. Laurentius in Dirschhofen lässt eine Entstehung nach 955 vermuten, da am Laurentiustag am 10. August 955 auf dem Lechfeld ein glänzender Sieg über die Ungarn errungen wurde.
Im Zuge der Verwaltungsreformen in Bayern entstand mit dem Gemeindeedikt von 1818 die Gemeinde Berg im Gau, zu der Dirschhofen seither gehört.

## Sehenswürdigkeiten
- Filialkirche St. Laurentius in Dirschhofen
- Taubenhaus im Ort